# Uroplectes chubbi
Espèce
Synonymes
- Scorpiobuthus apatris Werner, 1939

Uroplectes chubbi est une espèce de scorpions de la famille des Buthidae.

## Distribution
Cette espèce se rencontre au Zimbabwe, en Afrique du Sud et au Botswana.

## Description
La femelle holotype mesure 32,5 mm.

## Systématique et taxinomie
Cette espèce a été décrite par Hirst en 1911. Scorpiobuthus apatris a été placée en synonymie par Fet et Sissom en 1997.

## Étymologie
Cette espèce est nommée en l'honneur de Charles Chubb.

## Publication originale
- Hirst, 1911 : « On a collection of Arachnida and Chilopoda made by Mr S.A. Neave in Rhodesia, North of the Zambesi. » Memoirs of the Literary and Philosophical Society of Manchester, vol. 56, no 1, p. 1-11 (texte intégral).